# کازوهیرو کوراموتو
کازوهیرو کوراموتو (به ژاپنی: 倉本 一宏 くらもと かずひろ)؛ ۱۴ ژوئن ۱۹۵۸، نویسنده، مورخ، دکترا (پایان‌نامه دکترا ۱۵۹۷)، (عنوان پایان‌نامه: «ساختار دولت در دوران تأسیس دولت باستانی ژاپن») از گروه ادبیات دانشگاه توکیو. متخصص در تاریخ سیاسی ژاپن باستان و اسناد دیرینه. استاد ممتاز مرکز تحقیقات بین‌المللی ژاپن‌شناسی (نیچیبونکن Nichibunken) و استاد ممتاز از دانشگاه تحصیلات تکمیلی برای مطالعات پیشرفته (سوکندای SOKENDAI)، اهل ژاپن بود.
در سال ۲۰۲۴، به عنوان یک محقق تاریخی برای مجموعه تلویزیونی تایگا، به تو که می‌درخشی همکاری داشت.
از او کتاب‌های بسیاری به چاپ رسیده است:
- تصویر واقعی که در سه خاطرات دیده می‌شود، اشراف هی‌آن چگونه هستند ؟ از  انتشارات NHK شینشو، ۲۰۲۳
- رمان‌های همزمان اشراف هی‌آن/از وانی بوکز، ۲۰۲۴
- شناخت اشراف هی‌آن: تصویر واقعی صاحبان قدرت که از طریق کتیبه‌های امپراتوری دیده می‌شود. از آساهی شینشو، ۲۰۲۴
- خاطرات یک مرد دوره هی‌آن کادوکاوا، ۲۰۲۴
- موراساکی شیکیبو و فوجیوارا میچیناگا  در سال ۲۰۲۳ از انتشارات کودانشا